# Mario Untersteiner
Mario Untersteiner, né le 2 août 1899 à Rovereto et mort le 6 août 1981 à Milan, est un helléniste italien, philologue classique et historien de la philosophie.

## Biographie
Il naît dans une famille de la bourgeoisie cultivée. Il est orphelin de père à l'âge de quatre ans et élevé dans le catholicisme fervent par sa mère. Il commence ses études à Rovereto (alors Rofreit), sa ville natale, qui faisait alors partie de l'Empire austro-hongrois dans sa province du Trentin. C'est une petite ville de garnison de l'armée austro-hongroise, puis le théâtre de combats violents entre armée italienne et armée autrichienne, notamment en 1915. Il entre en 1909 au lycée impérial de la ville, puis poursuit ses études à Milan où il a déménagé avec sa famille, en mai 1915, fuyant les combats. Il entre à l'université de Milan dont il sort lauréat en 1920 grâce à une thèse sur Eschyle.
Il enseigne au prestigieux lycée classique Giovanni Berchet de Milan jusqu'à la libération en 1945. Il est le seul enseignant de l'établissement à ne jamais avoir adhéré au parti fasciste.
Il enseigne ensuite la littérature grecque à l'université de Gênes, puis enseigne l'histoire de la philosophie antique à partir de 1959 à l'université de Milan. Il prend sa retraite après avoir terminé l'année académique 1968-1969.
Untersteiner s'intéresse particulièrement à la tragédie grecque avant les Sophistes. Son étude mémorable sur les origines de la tragédie (Le origini della tragedia e del tragico - Dalla preistoria a Eschilo), parue en 1942, reprise en 1955 et rééditée en 1984, constitue son œuvre majeure. Elle met en avant la vision de la tragédie comme le fruit de la confrontation des réalités religieuses méditerranéennes qui sont implicites dans le mythe auquel l'auteur tragique fait face. Elles ne sont pas intelligibles sans une subversion totale de la réalité, et sont la source d'un sens irrépressible de l'angoisse et de la tension.

## Œuvre
Untersteiner fut l'auteur de nombreux essais sur la philosophie antique, la sophistique, la spiritualité et la religion grecque, d'écrits sur l'origine et la nature de la comédie grecque et de la tragédie grecque, ainsi que de commentaires et d'interprétation sur Sophocle et des éditions critiques et commentaires des œuvres philosophiques de Parménide, Zénon d'Élée, Xénophane, Platon ou encore Aristote. Il fait paraître aussi des éditions critiques des tragédies d'Eschyle et de Sophocle et des Histoires d'Hérodote.

### Tragédie et comédie
- I frammenti dei tragici greci, Milan, 1924
- Sophocle.
  - Edipo a Colono (Œdipe à Colone). Introduzione e commento, Turin, 1929
  - Elettra (Électre). Introduzione e commento, Milan, 1932
  - Aiace (Ajax). Introduzione e commento, Milan, 1934
  - Antigone (Antigone). Introduzione e commento, Modène, 1937
- Eschyle. Le Supplici (Les Suppliantes), Introduzione e commento, Naples, 1935
  - Le Coefore (Les Choéphores), Introduzione, testo critico e traduzione, Côme, 1946
  - Le tragedie. Edizione critica con introduzione e traduzione a fronte, 2 volumi e un'appendice metrica, Milan, 1947
- Guida bibliografica a Eschilo, Arona, 1947
- Commedia e mimo in Grecia. Aristofane - Menandro - Eronda - Teocrito, Naples, 1930
- Le origini della tragedia e del tragico. Dalla preistoria a Eschilo. Turin 1955
  - Ristampa riveduta e corretta dell'edizione 1955, Milan, 1984
- Sofocle. Studio critico. II edizione riveduta, con un saggio introduttivo dell'autore e un aggiornamento bibliografico a cura di Dario Del Corno, Milan, 1974

### Sur Hérodote
- Hérodote
  - Le Storie, Libro VIII. Introduzione e commento. Naples, 1937
  - Le Storie, Libro IX. Introduzione e commento. Milan, 1937

### Philosophie
- Senofane (Xénophane) Testimonianze e frammenti. Firenze, 1956
- Parmenide, Turin, 1925
- Parmenide (Parménide). Testimonianze e frammenti. Firenze, 1958
- Zenone (Zénon). Testimonianze e frammenti. Firenze, 1963
- Aristote. Della filosofia (De la philosophie). Introduzione, testo, traduzione e commento esegetico. Rome, 1963
- Platon. Repubblica (La République). Libro X. Studio introduttivo, testo e commento. Naples, 1966
- I sofisti (Les Sophistes), Milan, 1996

### Poésie
- Pindaro (Pindare), Milano, 1931

## Source de la traduction
- (it) Cet article est partiellement ou en totalité issu de l’article de Wikipédia en italien intitulé « Mario Untersteiner » (voir la liste des auteurs).